# Savvy Shields
Savannah Janine Shields Wolfe, detta Savvy (Fayetteville, 1º luglio 1995), è una modella statunitense.
È stata incoronata Miss Heart of the Ozarks 2016 e Miss Arkansas 2016. L'11 settembre 2016 è stata incoronata Miss America 2017.